# Це — приплив… (Дискавері)
Це — приплив… (Дискавері) (There Is a Tide..) — сорок перший епізод американського телевізійного серіалу «Зоряний шлях: Дискавері» та дванадцятий в третьому сезоні. Епізод написав Джонатан Фрейкс, режисування Кеннета Лі. Перший показ відбувся 31 грудня 2020 року. Українською мовою озвучено студією «ДніпроФільм».

## Зміст
Осайра з «Веридіаном» розігрує переслідування і обстріл «Дискавері» перед штаб-квартирою Федерації. Перед адміралом стоїть складне завдання — «Дискавері» не відповідає а до захисного поля у кораблів лишилося 3 хвилини. Команда Осайри підпорядкувала собі майже всі системи «Дискавері» — крім якоїсь допотопної гри-голограми. Ув'язнені члени команди «Дискавері» розуміють — їхній корабель обстрілюють позірно. До них приходять Рін і Зарех. Тим часом Майкл і Бук на його кораблі прориваються кур'єрським маршрутом до штаб-квартири Федерації. З огляду на імовірність катастрофи адмірал віддає наказ пропустити «Дискавері». В цей момент з субпростору виринає корабель Букера. Бук на своєму кур'єрі буквально врізається в «Дискавері» і проникає у відділення для шатлів.
Осайра наказує Зареху розслідувати, що робить Букер. Вчений з корабля Осайри Ауреліо із порушеннями функцій нижніх кінцівок міркує над загадкою співдії Стамеца і міцелієвої мережі (а також із задоволенням слухає арії із канонічного Star Trek). Букер розуміє ситуацію і відправляє Майкл саму — він же лишається на прикритті. При прощанні вони таки знаходять можливість признатися один одному в коханні. Адмірал розмірковує і розуміє — Осайра виманила частину флоту на Камінар щоб пробратися із «Дискавері» до осердя Федерації. І осягає — вони впустили Осайру на «Дискавері» через парадні двері. Букера захоплюють і проводять до ув'язнених членів екіпажу. У сутичці Майкл зазнає удару ножем в ногу але таки позбавляє супротивника життя. Осайра виходить на конакт із адміралом Венсом. Вона робить жест доброї волі — від «Дискавері» летить шатл із більшістю команди. Венс передбачає — йому доведеться вести перемовини із Осайрою віч-на-віч. Майкл захищеним каналом викликає на підмогу свою матір.
Осайра із супроводом прибуває до визначеного місця перемовин. Ув'язнені члени екіпажу «Дискавері» з допомогою морзянки та імітації розпачу в короткій сутичці перебирають контроль над ситуацією на себе. Лікар-голограма Ілай під час перемовин вельми дратує Осайру. Осайра пропонує Венсу мирний договір між Федерацією та Смарагдовим ланцюгом та повідомляє — Федерація серед мешканців планет лишилася символом надії. Представники Смарагдового ланцюга на «Дискавері» помічають присутність невідомого агента та зникнення значка охоронця. Ауреліо наманається дізнатися наукову інформацію у Стамеца й знімає нейроблокування. Стамец тисне на особисністі інтимні деталі у розмові з Ауреліо. Охоронці наближаються до Майкл в трубі Джефрі — тим часом Рін хакнув систему Смарагдового ланцюга. Бернем вмикає протипожежну безпеку і позбавляється агентки що її знайшла — мало сама не вилетівши у відкритий космос. Майкл виходить у відкритий канал і глузує із Зареха.
Венс розглядає договір, але наполягає на тому, щоб Осайра була осуджена за її злочини, що для неї неприйнятно. В цей час до перемовників одночасно надходить інформація про заворушення на «Дискавері». Заручники діють згідно плану Тіллі і покидають приміщення, де були утримувані. Рін включає маскувальні перешкоди — сам же лишається із Букером прикривати групу. У розмові із Стамецом Ауреліо оповідає про свою долю — як ріс із генетичним дефектом та як завдяки Осайрі став науковцем. Майкл присипляє постілами охоронця і Ауреліо й звільняє Стамеца. Стамец наполягає на стрибкові в туманність Верубіан за чотирма членами екіпажу — Майкл не дозволяє. Осайра розгнівана обіцянкою справедливого суду й покидає перемовини. Бук і Рін знову потрапляють у полон. Осайра вимагає від Ріна полагодити сенсори — він виголошує промову про справжню гідність. Осайра намагається його застрелити — Букер хоче врятувати Ріна і пропонує дані про родовище дилітію. Осайра застрелює Ріна і наказує Ауреліо впроснути Букеру сироватку правди. Бернем звільняє Стамеца і безпечно викидає його з корабля, щоб запобігти захопленню силами Ланцюга — але потрапляє під приціл Зареха. Екіпаж «Дискавері» ліквідує охоронців біля зброярні й озброюється. В цей час до них прибуває робот незрозумілої конструкції — він проєктує ту саму гру-«глюк» яку не змогли підкорити техніки Осайри. Насправді це дані Сфери — і пропонують свою допомогу в поверненні корабля.

## Сприйняття та відгуки
Станом на серпень 2021 року на сайті «IMDb» серія отримала 6.7 бала підтримки з можливих 10 при 2201 голосі користувачів.
Оглядач Скотт Колура для «IGN» писав так: «Передостанній епізод третього сезону „Дискавері“ пішов у дещо іншому напрямку, ніж дехто міг очікувати, відсторонивши історію про Су'Кал з попереднього тижня, та зосередившись на Осайрі та захопленому екіпажі „Дискавері“. Але все це на користь — мо споглядаємо крутий бойовик з кількома добре продуманими сюжетними лініями персонажів, який також добре налаштовує все — до великого фіналу».
В огляді для «Den of Geek» Лейсі Богер відзначила: «„Приплив …“ виявляється досить дивною серією, котра витрачає менше часу на таємні рятувальні вилазки Майкл та Бука, а натомість задаючи колючі моральні питання, з яких не зовсім зрозуміло, що сезон заслужив право на ці запитання. Або що він здатний відповісти у єдиному епізоді, що залишився до закінчення».
Оглядач Зак Гендлен для «The A.V. Club» зазначав так: «Це дійсно дивна річ. „Приплив“ настільки ж заплутаний, як і епізод минулого тижня, але оскільки загальний фокус звужений, це сильніша частина. Цікаво дивитися сюжети бойовиків (це досить смішно, як Майкл вдається отримати удар ножем у ногу, ніби через хвилину після того, як вона втекла), і в той час як перехід Тіллі від „чудового ботаніка“ до „загартованого в боях командира“ — це трохи більше. Приємно бачити, як екіпаж працює в команді. Проте важко точно оцінити все це, не бачачи, чим дійство закінчиться. „Приплив“ не вирішує стільки обірвані нитки, скільки розширює їх, і остання сцена, коли Тіллі та інші зустрічаються з купою милих роботів, які всі контролюються даними Сфери — це… я дуже голосно розсміявся, хоча і не думаю, що це мало бути смішно».
Скотт Сноуден в огляді для «Space.com» відзначив зазначив так: «На щастя, в цьому епізоді є більше того, що подобається, ніж навпаки. Однак це просто жахлива ганьба — тому що серія могла бути дивовижною».

## Знімались
| Актор               | Роль                |
| ------------------- | ------------------- |
| Сонеква Мартін-Грін | Майкл Бернем        |
| Даг Джонс           | Сару                |
| Ентоні Репп         | Пол Стамец          |
| Мері Вайзман        | Сільвія Тіллі       |
| Девід Аджала        | Клівленд Букер      |
| Одед Фер            | адмірал Чарльз Венс |
| Ноа Авербах-Кац     | Рін                 |
| Джанет Кіддер       | Осайра              |
| Кеннетт Мітчелл     | Ауреліо             |
| Аннабелль Волліс    | Зора (голос)        |
| Джейк Вебер         | Зарех               |
| Емілі Коутс         | Кейла Делмер        |
| Патрік Квок-Чун     | Ріс                 |
| Ойїн Оладейо        | Джоан Овосекун      |
| Ронні Роу           | лейтенант Брюс      |
| Брендан Бейзер      | голографічний лікар |
| Ліза Беррі          | Канак               |
| Аваа Блекман        | лейтенантка Іна     |